# NGC 5718
NGC 5718 је елиптична галаксија у сазвежђу Девица која се налази на NGC листи објеката дубоког неба.
Деклинација објекта је + 3° 27' 56" а ректасцензија 14h 40m 42,8s. Привидна величина (магнитуда) објекта NGC 5718 износи 13,2 а фотографска магнитуда 14,2. NGC 5718 је још познат и под ознакама UGC 9459, MCG 1-37-47, CGCG 47-137, ARP 171, KCPG 431B, PGC 52441.